# روب أوين
روب أوين (بالإنجليزية: Rob Owen) هو صحفي أمريكي، ولد في 1971.